# Beijing Wushu Team
 (octobre 2020).
Beijing Wushu Team,, (chinois :北京 武术队; pinyin : Běijīng wǔshù duì ) est une équipe de wushu de renommée mondiale originaire de Pékin, en Chine. l'équipe a produit de nombreuses stars internationales célèbres telles que Jet Li, Donnie Yen, Hao Zhihua, Huang Qiuyan, Zhang Hongmei et Wu Jing. Les membres de l'équipe de Pékin travaillent également avec des producteurs de films pour réaliser des films. Outre Jet Li, de nombreux autres athlètes ont également été présentés dans des films (par exemple, Wang Jue a joué dans Shaolin Temple.) Chaque année, l'équipe de Beijing organise des démonstrations de wushu pour les citoyens de Beijing ainsi que pour les dignitaires en visite. Ils ont joué pour l'ancien président américain Jimmy Carter ainsi que pour de nombreux autres chefs d'État étrangers lors de leur visite à Pékin.

## Histoire
Beijing Wushu Team, a été fondée en novembre 1974 par Wu Bin et Li Junfeng en tant que successeur de l'école Beijing Wushu. L'école Beijing Wushu a été créée afin de préparer la ville de Pékin aux premiers Jeux de la Chine. Liu Peiwei, diplômé du département de wushu de l' Université des sports de Beijing (aujourd'hui Université d'éducation physique de Beijing ), a été nommé chef d'équipe et entraîneur. Après les premiers All China Games, l'équipe a trouvé une maison au Beihai Sports Center, avec Liu Peiwei en tant que premier directeur. En 1963, Wu Bin, diplômé de l'Université des sports de Beijing, est venu à l'école en tant qu'entraîneur, apportant une nouvelle vitalité à l'école de sport et jetant les bases du succès ultérieur de l'équipe de Beijing. Au cours des près de trois décennies qui ont suivi sa fondation, et grâce au travail acharné des athlètes et des entraîneurs, l'équipe a atteint des niveaux de succès remarquables. De 1974 à 1997, ils ont remporté le championnat de l'équipe nationale à 11 reprises. De 1975 à 1985, l'équipe de Beijing Wushu a réalisé un exploit qu'aucune équipe n'a jamais accompli, avant ou depuis: remporter le championnat pendant dix années consécutives. Beijing Wushu Team a reçu 40 médailles d'or individuelles au cours de ce règne de dix ans. Beaucoup des premières générations d'athlètes de Beijing Wushu Team ont continué à enseigner le wushu à l'étranger. Beaucoup ont émigré aux États-Unis, en Australie, au Japon et dans d'autres régions d'Asie.

## Pékin Wushu Team Tours Performance
L'équipe a démontré ses compétences à travers le Beijing Wushu Team, Tour à plusieurs reprises au fil des ans. Les tournées mondiales présentent un mélange d'athlètes vétérans et d'étoiles montantes démontrant leurs meilleures routines. Dans le cadre d'une tournée mondiale en 1974, Jet Li était réputé pour avoir joué un combat à deux pour le président américain Richard Nixon sur la pelouse de la Maison Blanche. L'équipe de Pékin a fait plusieurs tournées aux États-Unis dans les années 1980 et 1990 et au cours du siècle actuel. En 1995, ils se sont produits à Los Angeles, San Diego, San Francisco, Berkeley, Californie et Calgary, Alberta, Canada. En 1999, ils ont été invités à se produire à Arnold SchwarzeneggerArnold Classic annuel. L'équipe a joué et a également été juge pour les championnats interuniversitaires de Wushu 1998 et 1999 (maintenant connus sous le nom de tournoi collégial de Wushu) en Amérique également. Au début de 1999, ils se produisent à Hawaï lors d'un hommage à Jackie Chan. La tournée 2005 a vu l'équipe jouer à Washington DC, Houston, San Francisco et Los Angeles. En janvier 2012, l'équipe est retournée aux États-Unis avec une tournée limitée de quatre spectacles dans la région de la baie de San Francisco.

## Équipe Beijing Wushu de première génération

### 教练: Entraîneurs
- 吴 彬 中国, 北京 Wu, Bin Beijing, Chine
- 李俊峰 德州 ， 一国 Li, Jun Feng TX, États-Unis
- 程惠昆 中国, 北京 Cheng, Hui Kun Pékin, Chine
- 男 队 员 Membres de l'équipe masculine
- 姓名 ： 现 住址 ： Noms des membres de l'équipe: Vit actuellement à:
- 李金恒 ط, 凤凰 城 Li, Jin Heng Arizona, États-Unis
- 严 平 中国, 北京 Yan, Ping Pékin, Chine
- 董洪林 中国, 北京 Dong, Hong Lin Pékin, Chine
- 王群 中国, 北京 Wang, Qun Pékin, Chine 1960 - 2008
- 孙建明 日本, 东京 Sun, Jian Ming Tokyo, Japon
- 王建军 日本, 东京 Wang, Jian Jun Tokyo, Japon
- 李志洲 新加坡 Li, Zhi Zhou Singapour
- 杨永立 中国, 北京 Yang, Yong Li Pékin, Chine
- 喻绍文 一, Yu, Shao Wen Oregon, États-Unis
- 崔亚辉 中国, 北京 Cui, Ya Hui Beijing, Chine
- 李连杰 中国 ， 上海 Li, Lian Jie (Jet Li) ShangHai, Chine
- 唐 来 伟 澳大利亚 Tang, Lai Wei Australie
- 女 队员 Membres de l'équipe féminine
- 姓名 ： 现 住址 ： Noms des membres de l'équipe: Vit actuellement à:
- 李霞 日本 东京 Li, Xia Tokyo, Japon
- 戈 春艳 新加坡 Ge, Chun Yan Singapour
- 米金蓓 中国, 北京 Mi, Jin bei Beijing, Chine
- 张德华 中国, 北京 Zhang, De Hua Pékin, Chine 1960-2008
- 周京萍 一, 加州 Zhou, Jing Ping Californie, États-Unis
- 黄晓凤 中国, 北京 Huang, Xiao Feng Pékin, Chine
- 张桂凤 ط, 马 州 Zhang, Gui Feng Maryland, États-Unis
- 郝志华 一, 加州 Hao, Zhi Hua (Patti Lee) Californie, États-Unis
- 张宏梅 ط, 加州 Zhang, Hong Mei California, États-Unis
- 黄秋艳 一, 加州 Huang, Qiu Yan Californie, États-Unis
- 王秀萍 中国, 北京 Wang, Xiu Ping Pékin, Chine
- 回 旭 娜 中国, 北京 Hui, Xu Na Pékin, Chine
- 吕 燕 中国, 北京 Lu, Yan Pékin, Chine Retour à la page précédente